# Dainville

Dainville este o comună în departamentul Pas-de-Calais, Franța. În 1 ianuarie 2022 avea o populație de 5.718 de locuitori.

## Personalități născute aici
- Léon Fatous (1926 - 2023), politician.